# Henry Neßler

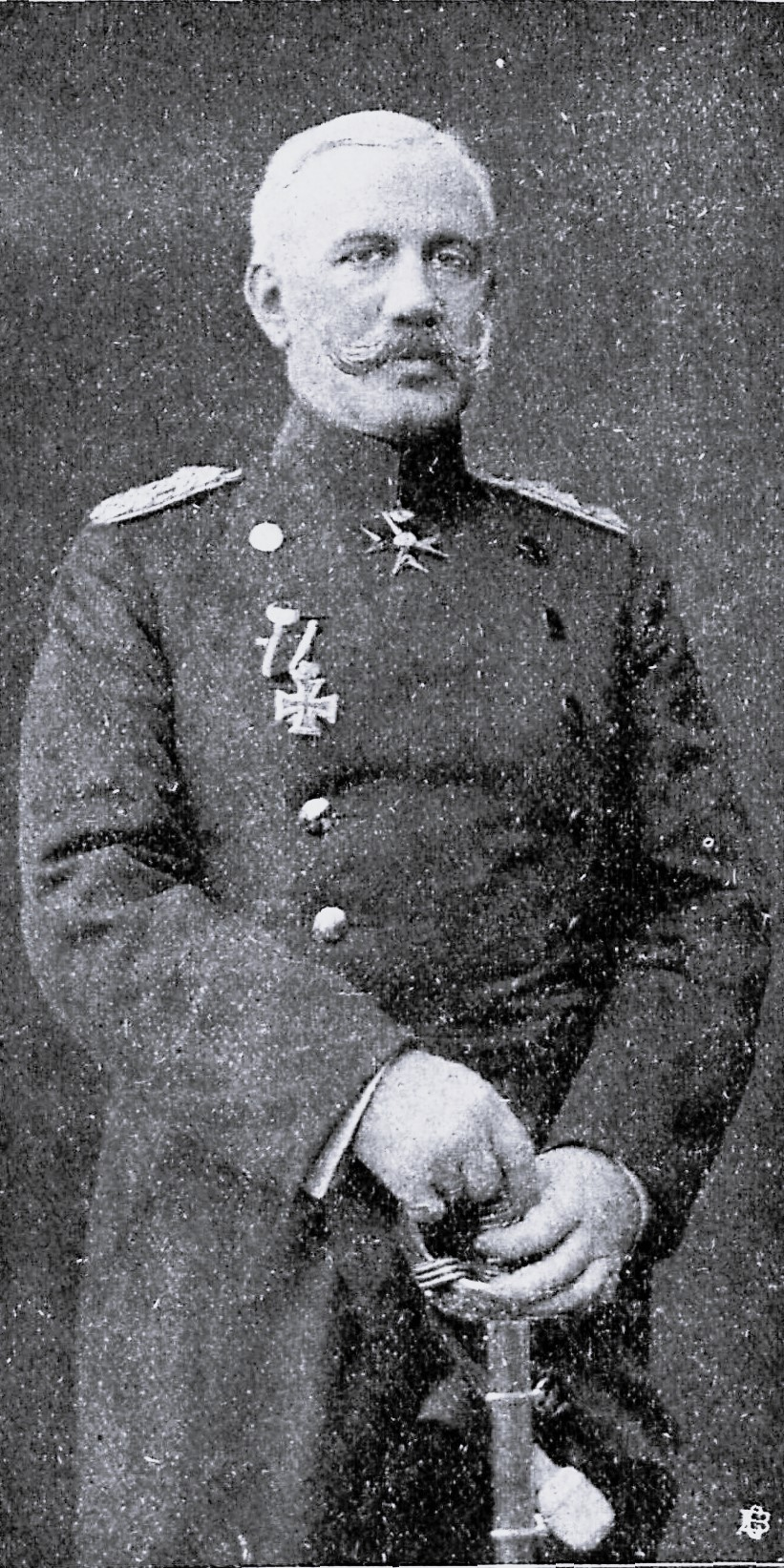
Oberst Nessler

Louis Karl Friedrich Theodor Henry Neßler (* 25. Mai 1851 in Berlin; † 15. Januar 1911) war ein preußischer Generalmajor.

## Leben
Neßler besuchte bis zur Obersekunda das Französische Gymnasium in Berlin und trat anschließend am 9. April 1868 als Avantageur in das Schleswig-Holsteinische Infanterie-Regiment Nr. 84 der Preußischen Armee ein. Am 18. Juli 1869 zum Offizier ernannt, zog er als Adjutant des II. Bataillons in den Deutsch-Französischen Krieg. 1874 wurde er zum Premierleutnant befördert. Nach zweijährigem Besuch der Kriegsakademie sowie zweijährigem Kommando als Militärlehrer beim Kadettenkorps wurde er 1885 Hauptmann im 7. Pommerschen Infanterie-Regiment Nr. 54 in Breslau. Im Jahre 1894 wurde er zum Bataillonskommandeur des 4. Oberschlesischen Infanterie-Regiments Nr. 63 in Oppeln und Neiße ernannt.
Am 22. Juli 1900 folgte seine Beförderung zum Oberstleutnant und als solcher war er Neßler stellvertretender Regimentskommandeur im Stab des 4. Westpreußischen Infanterie-Regiments Nr. 140 in Inowrazlaw. Am 18. Oktober 1902 wurde er durch die A.K.O., unter Beförderung zum Oberst, in die Freie und Hansestadt Lübeck versetzt und dort Kommandeur des 3. Hanseatischen Regiments Nr. 162.

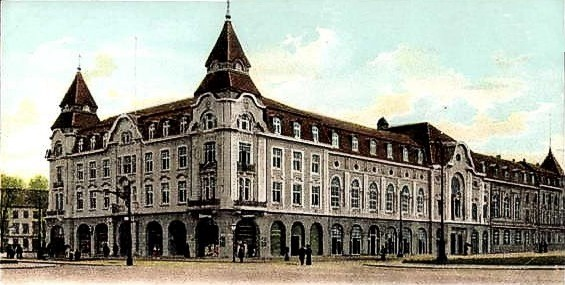
Hotel Kaiserhof zu Altona

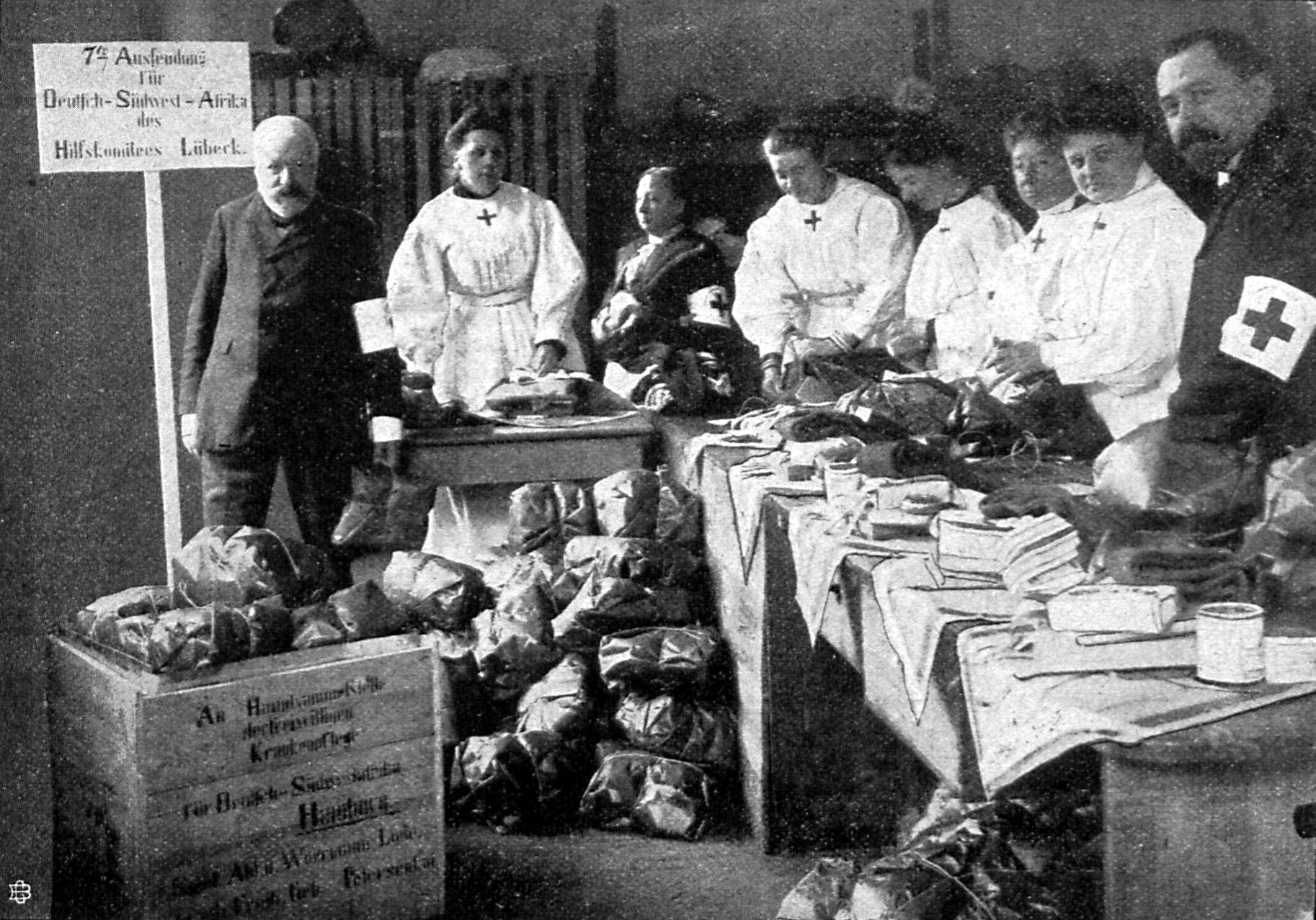
Die Abfertigung einer Sendung Liebesgaben für Deutsch Südwest-Afrika

Während des Kaisermanövers im Jahr 1904 in Altona war Neßler als Kommandeur eines der dem IX. Armee-Korps zugehörigen Regimenter zugegen. 
Auf der Paradetafel im Altonaer Kaiserhof gab der Kaiser bekannt, dass Neßlers Regiment fortan den Namen „Lübeck“ zu führen habe.
Seine Ehefrau engagierte sich im Hilfskomitee zu Lübeck bzgl. der Liebesgaben für die beim Aufstand in Deutsch-Südwestafrika Kämpfenden der Schutztruppe.
Im Jahr 1906 wurde er zuerst zu den Offizieren von der Armee mit Anweisung seines Wohnsitzes in Lübeck versetzt. Er reichte sein Abschiedsgesuch ein, das am 22. März 1906 unter Verleihung des Charakters als Generalmajors mit Pension genehmigt wurde.

## Auszeichnungen
- Kriegsdenkmünze für die Feldzüge 1870–71 mit sieben Gefechtsspangen
- Eisernes Kreuz (1870) II. Klasse
- Preußisches Dienstauszeichnungskreuz
- Roter Adlerorden III. Klasse mit der Schleife
- Kronenorden II. Klasse[3]
- Komturkreuz des Greifenordens